# Женская сборная Германии по футболу (до 19 лет)
Женская молодёжная сборная Германии по футболу (до 19 лет) (нем. Deutsche Fußball-Nationalmannschaft der U-19-Frauen / Fußballspielerinnen unter bzw. bis 19 Jahre) — футбольная сборная Германии, составленная из девушек не старше 19 лет и играющая на женских чемпионатах Европы среди команд не старше 19 лет и женских чемпионатах мира среди команд не старше 20 лет. Является правопреемницей женской сборной Германии не старше 18 лет.
Женская молодёжная сборная Германии является одной из самых сильных сборных планеты в своей категории: на её счету шесть титулов чемпионок Европы не старше 19 лет и два титула чемпионок мира до 20 лет (один из чемпионских титулов был выигран в 2004 году, когда на чемпионат мира созывались команды не старше 19 лет. Главным тренером сборной с 2019 года является Кэтрин Питер.

## Статистика выступлений

### На чемпионатах мира
- 2002 : Бронзовые призёры
- 2004 : Чемпионки
- 2006 : Четвертьфинал
- 2008 : Чемпионки
- 2010 : Чемпионки
- 2012 : Вице-чемпионки
- 2014 : Чемпионки

### На чемпионатах Европы
| - 1998 : Бронзовые призёры - 1999 : Вице-чемпионки - 2000 : Чемпионки - 2001 : Чемпионки - 2002 : Чемпионки - 2003 : Групповой этап - 2004 : Вице-чемпионки - 2005 : Бронзовые призёры | - 2006 : Чемпионки - 2007 : Чемпионки - 2008 : Бронзовые призёры - 2009 : Групповой этап - 2010 : Бронзовые призёры - 2011 : Чемпионки - 2012 : Не квалифицировались - 2013 : Бронзовые призёры | - 2014 : Не квалифицировались - 2015 : Бронзовые призёры - 2016 : Групповой этап - 2017 : Бронзовые призёры - 2018 : Серебряные призёры - 2019 : Серебряные призёры |

## Рекордсменки

### По матчам
| Матчи | Футболистки                  |
| ----- | ---------------------------- |
| 48    | Аня Миттаг                   |
| 36    | Изабель Кершовски            |
| 35    | Симона Лаудер                |
| 34    | Каролин Шиве Моник Кершовски |
| 32    | Пегги Кузник                 |

### По забитым мячам
| Голы | Футболистки       |
| ---- | ----------------- |
| 32   | Аня Миттаг        |
| 25   | Изабель Кершовски |
| 16   | Симона Лаудер     |
| 15   | Дженнифер Марожан |
| 13   | Ким Кулиг         |
| 12   | Моник Кершовски   |

### Футболистки, оформлявшие «покер»
- Лиза Эберт (5 октября 2018, Эстония)
- Лаура Фрайганг (4 апреля 2015, Шотландия)
- Штефани Годдард (1 октября 2006, Австрия)
- Изабель Кершовски (27 апреля 2006, Словения и 28 сентября 2006, Грузия)
- Ким Кулиг (24 апреля 2008, Россия)
- Симона Лаудер (20 апреля 2002, Польша)
- Лина Магулл (10 августа 2013, Бельгия)
- Дженнифер Марожан (25 апреля 2009, Словакия)
- Максин Миттендорф (28 сентября 2006, Грузия; оформлен за 20 минут)
- Юлия Шимич (29 сентября 2007, Македония)
- Шелли Томпсон (29 июля 2003, Англия)